# Gauricus (cràter)
Gauricus és un cràter d'impacte que es troba en l'accidentada parteix sud de la cara visible de la Lluna. Gairebé unida a la vora occidental del cràter apareix Wurzelbauer (molt erosionat), i al nord-nord-oest es troba Pitatus.
La vora d'aquest cràter s'ha desgastat i erosionat per impactes posteriors, la qual cosa resulta en una paret exterior rebaixada profusament marcada per una sèrie de cràters menors. Els més notables d'aquests cràters són Gauricus B i Gauricus D situats en el bord sud; i Gauricus G, que envaeix el costat oriental del brocal. El cràter satèl·lit desgastat Gauricus A està unit a la vora exterior al sud-sud-oest.
En contrast, el sòl interior apareix relativament a nivell i sense trets distintius. Només la formació de cràters fusionats Gauricus M, situada al costat nord, marca el de la plataforma interior. La part inferior està coberta per les marques filiformes del sistema de marques radials del cràter Tycho, situat al sud.

## Cràters satèl·lit
Per convenció, aquests elements són identificats als mapes lunars posant la lletra al costat del punt mitjà del cràter que està més prop de Gauricus.
|          | \| Gauricus \| Coordenades \| Diàmetre \| \| -------- \| ------------------------------------ \| -------- \| \| A \| 35° 36′ S, 13° 24′ O / 35.6°S,13.4°O \| 38 km \| \| B \| 35° 18′ S, 12° 12′ O / 35.3°S,12.2°O \| 23 km \| \| C \| 35° 12′ S, 10° 42′ O / 35.2°S,10.7°O \| 11 km \| \| D \| 35° 06′ S, 11° 24′ O / 35.1°S,11.4°O \| 13 km \| \| E \| 32° 30′ S, 11° 48′ O / 32.5°S,11.8°O \| 7 km \| \| F \| 33° 00′ S, 12° 36′ O / 33.0°S,12.6°O \| 12 km \| \| G \| 33° 54′ S, 11° 00′ O / 33.9°S,11.0°O \| 18 km \| \| H \| 38° 06′ S, 13° 18′ O / 38.1°S,13.3°O \| 8 km \| \| J \| 32° 18′ S, 11° 54′ O / 32.3°S,11.9°O \| 10 km \| \| K \| 33° 18′ S, 13° 54′ O / 33.3°S,13.9°O \| 5 km \| \| L \| 34° 00′ S, 13° 48′ O / 34.0°S,13.8°O \| 4 km \| \| M \| 34° 24′ S, 13° 36′ O / 34.4°S,13.6°O \| 6 km \| \| N \| 32° 24′ S, 12° 42′ O / 32.4°S,12.7°O \| 7 km \| \| P \| 35° 06′ S, 12° 24′ O / 35.1°S,12.4°O \| 6 km \| \| R \| 34° 48′ S, 13° 18′ O / 34.8°S,13.3°O \| 6 km \| \| S \| 33° 54′ S, 10° 06′ O / 33.9°S,10.1°O \| 15 km \| |          |
| Gauricus | Coordenades | Diàmetre |
| A        | 35° 36′ S, 13° 24′ O / 35.6°S,13.4°O | 38 km    |
| B        | 35° 18′ S, 12° 12′ O / 35.3°S,12.2°O | 23 km    |
| C        | 35° 12′ S, 10° 42′ O / 35.2°S,10.7°O | 11 km    |
| D        | 35° 06′ S, 11° 24′ O / 35.1°S,11.4°O | 13 km    |
| E        | 32° 30′ S, 11° 48′ O / 32.5°S,11.8°O | 7 km     |
| F        | 33° 00′ S, 12° 36′ O / 33.0°S,12.6°O | 12 km    |
| G        | 33° 54′ S, 11° 00′ O / 33.9°S,11.0°O | 18 km    |
| H        | 38° 06′ S, 13° 18′ O / 38.1°S,13.3°O | 8 km     |
| J        | 32° 18′ S, 11° 54′ O / 32.3°S,11.9°O | 10 km    |
| K        | 33° 18′ S, 13° 54′ O / 33.3°S,13.9°O | 5 km     |
| L        | 34° 00′ S, 13° 48′ O / 34.0°S,13.8°O | 4 km     |
| M        | 34° 24′ S, 13° 36′ O / 34.4°S,13.6°O | 6 km     |
| N        | 32° 24′ S, 12° 42′ O / 32.4°S,12.7°O | 7 km     |
| P        | 35° 06′ S, 12° 24′ O / 35.1°S,12.4°O | 6 km     |
| R        | 34° 48′ S, 13° 18′ O / 34.8°S,13.3°O | 6 km     |
| S        | 33° 54′ S, 10° 06′ O / 33.9°S,10.1°O | 15 km    |